# Saint-Cierge-la-Serre
Saint-Cierge-la-Serre település Franciaországban, Ardèche megyében. Lakosainak száma 246 fő (2022. január 1.). Saint-Cierge-la-Serre Rompon, Saint-Fortunat-sur-Eyrieux, Saint-Julien-en-Saint-Alban, Saint-Laurent-du-Pape és Saint-Vincent-de-Durfort községekkel határos.

## Népesség
A település népessége az elmúlt években az alábbi módon változott:
| Lakosok száma | 256  | 186  | 182  | 216  | 258  | 256  | 249  | 248  | 248  | 246  |
|               | 1968 | 1982 | 1990 | 2006 | 2013 | 2015 | 2017 | 2019 | 2020 | 2022 |